# Disa cochlearis
Disa cochlearis är en orkidéart som beskrevs av S.D.Johnson och Liltved. Disa cochlearis ingår i släktet Disa och familjen orkidéer. Inga underarter finns listade i Catalogue of Life.